# Нитронаты
Нитронаты — органические соединения, в которых присутствует функциональная группа =N+(O−)(O−), представляющая собой таутомерную форму нитро-группы −NO2. Общая формула нитронатов R1R2C=N+(OX)(O−). Если X = H, нитронаты обычно называют нитроновыми кислотами; существуют также нитроновые соли (X = металл), нитроновые эфиры (X = углеводородный радикал) и т.д.

Общая структура нитронатов (X=H)

По сути, нитронаты являются аци-формой первичных и вторичных нитросоединений:
{\displaystyle {\mathsf {RCH_{2}\!\!-\!\!NO_{2}}}\rightleftarrows {\mathsf {R\!\!-\!\!CH\!\!=\!\!N^{+}(OH)\!\!-\!\!O^{-}}}}

## Получение
Существует несколько общих способов получения нитронатов:
- алкилирование нитросоединений диазометаном и его производными:

{\displaystyle {\mathsf {X\!\!-\!\!CH_{2}\!\!-\!\!NO_{2}+RCHN_{2}}}\rightarrow {\mathsf {XCH\!\!=\!\!N(O)OCH_{2}R}}}
где X: −NO2, −CN, −COOCH3, −COCH3, −C6H5 и прочие электронно-донорные группы.
- алкилирование нитросоединений оксониевыми солями:

{\displaystyle {\mathsf {RR'CH\!\!-\!\!NO_{2}}}\ {\xrightarrow {R''_{3}O^{-}\!-BF_{4}^{+}}}\ {\mathsf {RR'C\!\!=\!\!N(O)OR''}}}
- взаимодействие вторичных нитросоединений с сильными электрофильными реагентами:

{\displaystyle {\mathsf {RR'CH\!\!-\!\!NO_{2}}}\ {\xrightarrow {E^{+}}}\ {\mathsf {RR'C\!\!=\!\!N(O)OE}}}
- синтез через серебряную соль тринитрометана:

{\displaystyle {\mathsf {CH(NO_{2})_{3}}}\rightarrow {\mathsf {Ag[C(NO_{2})_{3}]}}\ {\xrightarrow[{-AgCl}]{RCH_{2}Cl}}\ {\mathsf {RCH_{2}C(NO_{2})_{3}+(NO_{2})_{2}C\!\!=\!\!N(O)OCH_{2}R}}}
- синтез с использованием триалкилсилильных производных:

{\displaystyle {\mathsf {RR'CH\!\!-\!\!NO_{2}+(CH_{3})_{3}SiCl}}\ {\xrightarrow {Base}}\ {\mathsf {RR'C\!\!=\!\!N(O)OSi(CH_{3})_{3}}}}

## Химические свойства
Вследствие своего строения нитронаты обладают высокой реакционной способностью. С другой стороны, они, как правило, довольно нестабильны, что требует особых условий для их хранения и использования в органическом синтезе.
Наиболее известной реакцией с участием нитронатов (2) (без их непосредственного выделения из реакционной смеси) является реакция Нефа — превращение нитроалканов (1) в альдегиды или кетоны (3), сопровождающееся выделением оксида диазота (4):
Среди других реакций:
- превращение в оксимы:

{\displaystyle {\mathsf {RCH\!\!=\!\!N(O)OR'}}\ \xrightarrow {H_{2}O,\ ^{o}t\ /\ HCl} \ {\mathsf {RCH\!\!=\!\!NOH}}}